# Panos Katseris
Panos Katseris (griego: Πάνος Κατσέρης; Atenas, 5 de julio de 2001) es un futbolista griego que juega como defensa en el F. C. Lorient de la Ligue 1.

## Trayectoria
Nacido en Atenas, comenzó a jugar al fútbol en las ligas griegas de aficionados, antes de fichar por el F. C. Pavia 1911 en 2019, con 18 años.
En septiembre de 2020 fichó por el Nocerina Calcio 1910, en transferencia libre. A lo largo de su única temporada en el club, marcó dos goles y seis asistencias en 29 partidos y fue elegido como el "Mejor Sub-20" de la 2020-21.
El 25 de agosto de 2021 fichó oficialmente por el Cavese 1919 en calidad de libre traspaso. Tras sólo seis apariciones en la primera parte de la campaña, el 3 de febrero de 2022 fichó por el Nuova Florida, también de la cuarta división. Marcó seis goles y dio una asistencia en 18 partidos con el club.
Tras una exitosa prueba con el U. S. Catanzaro 1929, se incorporó oficialmente al club en transferencia gratuita el 19 de agosto de 2022, firmando un contrato de tres años. Debutó como profesional el 8 de octubre de 2022, como suplente en la segunda parte del partido de liga contra Fidelis Andria 2018 (4-0). El 18 de diciembre marcó su primer gol con el club italiano, al anotar en menos de un minuto desde el saque inicial de un partido de liga contra el Potenza Calcio, contribuyendo así a la victoria por 6-1. Marcó un gol y dio tres asistencias en 18 partidos durante su primera temporada en el club, ayudando al Catanzaro a conseguir el ascenso automático a la Serie B.
Durante la primera mitad de la campaña 2023-24 en la Serie B, tras una lesión sufrida por Mario Šitum, se consolidó como titular en el Catanzaro, a las órdenes del entrenador Vincenzo Vivarini; gracias a sus actuaciones, al parecer despertó el interés de varios clubes de la [Serie B y de la Serie A.
El 23 de enero de 2024 fichó por el F. C. Lorient de la Ligue 1 por una cantidad no revelada, según los informes, rondan los 2.4 millones de euros, más 600,000 en variables, firmando un contrato de cuatro años y medio con el club francés. De paso, se convirtió en el primer jugador griego del Lorient. Debutó con Les Merlus cinco días después, siendo titular en el empate a 3 en la liga frente al Le Havre A. C. El 4 de febrero marcó su primer gol con el Lorient, en la victoria por 2-1 en el campo del F. C. Metz.

## Estadísticas

### Clubes
Actualizado al último partido disputado el 24 de febrero de 2024.
| Club                          | Div.          | Temporada     | Liga  | Liga  | Liga   | Copas nacionales | Copas nacionales | Copas nacionales | Copas internacionales | Copas internacionales | Copas internacionales | Total | Total | Total  |
| Club                          | Div.          | Temporada     | Part. | Goles | Asist. | Part.            | Goles            | Asist.           | Part.                 | Goles                 | Asist.                | Part. | Goles | Asist. |
| ----------------------------- | ------------- | ------------- | ----- | ----- | ------ | ---------------- | ---------------- | ---------------- | --------------------- | --------------------- | --------------------- | ----- | ----- | ------ |
| Nocerina Calcio 1910 · Italia | 4.ª           | 2020-21       | 2     | 2     | 0      | 0                | 0                | 0                | ―                     | ―                     | ―                     | 2     | 2     | 0      |
| Nocerina Calcio 1910 · Italia | Total club    | Total club    | 2     | 2     | 0      | 0                | 0                | 0                | 0                     | 0                     | 0                     | 2     | 2     | 0      |
| Cavese 1919 · Italia          | 4.ª           | 2021-22       | 5     | 0     | 1      | 1                | 0                | 0                | ―                     | ―                     | ―                     | 6     | 0     | 1      |
| Cavese 1919 · Italia          | Total club    | Total club    | 5     | 0     | 1      | 1                | 0                | 0                | 0                     | 0                     | 0                     | 6     | 0     | 1      |
| Nuova Florida · Italia        | 4.ª           | 2021-22       | 18    | 6     | 1      | 0                | 0                | 0                | ―                     | ―                     | ―                     | 18    | 6     | 1      |
| Nuova Florida · Italia        | Total club    | Total club    | 18    | 6     | 1      | 0                | 0                | 0                | 0                     | 0                     | 0                     | 18    | 6     | 1      |
| U. S. Catanzaro 1929 · Italia | 3.ª           | 2022-23       | 15    | 1     | 2      | 3                | 0                | 0                | ―                     | ―                     | ―                     | 18    | 1     | 2      |
| U. S. Catanzaro 1929 · Italia | 2.ª           | 2023-24       | 15    | 0     | 2      | 0                | 0                | 0                | ―                     | ―                     | ―                     | 15    | 0     | 2      |
| U. S. Catanzaro 1929 · Italia | Total club    | Total club    | 30    | 1     | 4      | 3                | 0                | 0                | 0                     | 0                     | 0                     | 33    | 1     | 4      |
| F. C. Lorient Francia         | 1.ª           | 2023-24       | 4     | 1     | 1      | 0                | 0                | 0                | ―                     | ―                     | ―                     | 4     | 1     | 1      |
| F. C. Lorient Francia         | Total club    | Total club    | 4     | 1     | 1      | 0                | 0                | 0                | 0                     | 0                     | 0                     | 4     | 1     | 1      |
| Total carrera                 | Total carrera | Total carrera | 59    | 10    | 7      | 4                | 0                | 0                | 0                     | 0                     | 0                     | 63    | 10    | 7      |